# Veera Musikapong

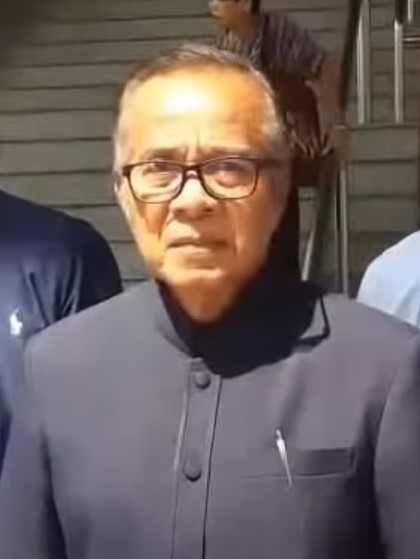
Politiker Veera Musikapong

Veera Musikapong (thailändisch วีระ มุสิกพงศ์, RTGS: Wira Musikaphong; offizieller Vorname Veerakarn; * 24. Mai 1948 im Amphoe Ranot, Provinz Songkhla) ist ein thailändischer Politiker. Zwischen 1980 und 1988 war er in verschiedenen Positionen Kabinettsmitglied, 1986 bis 1987 außerdem Generalsekretär der Demokratischen Partei. Später war er ein Abgeordneter für die Thai-Rak-Thai-Partei. Seit dem Putsch 2006 ist er ein Anführer der Bewegung der „Rothemden“.

## Leben
Veera Musikapong kommt aus Südthailand. Er schloss 1972 sein Studium der Rechtswissenschaft an der Thammasat-Universität in Bangkok ab. Seine politische Karriere begann er bei der Demokratischen Partei, für die er 1975 ins Parlament gewählt wurde, wo er bis Oktober 1976 einen Wahlkreis von Bangkok vertrat. 1975 und 1976 war er Regierungssprecher des Ministerpräsidenten Seni Pramoj. 1979 wurde er erneut ins Repräsentantenhaus gewählt, dem er bis 1988 als Vertreter der südthailändischen Provinz Phatthalung angehörte. In den Kabinetten von Prem Tinsulanonda war er zwischen 1980 und 1988 nacheinander stellvertretender Landwirtschafts-, Verkehrs- und Innenminister. 1986 bis 1987 war er Generalsekretär der Demokratischen Partei. Veera führte einen innerparteilichen Flügel, der mit dem des Parteivorsitzenden Bhichai Rattakul rivalisierte. Er warf Bhichai Günstlingswirtschaft vor, weil er seinen Sohn, Pichit Rattakul als Minister vorgeschlagen hatte. Bhichais Flügel sorgte dann für Veeras Ablösung als Generalsekretär durch Sanan Kachornprasat.
1988 wurde Veera wegen Majestätsbeleidigung zu vier Jahren Haft verurteilt. Bei einer Wahlkampfveranstaltung im Wahlkampf 1986 hatte er geäußert, dass er lieber als Phra-ong Chao (Prinz zweiten Grades) geboren worden wäre und sich öffentlich ausgemalt, wie bequem und anstrengungslos sein Leben dann gewesen wäre. Dabei verwendete er spezielle Begriffe aus der „Königssprache“ (Rachasap) für „schlafen legen“, „Alkohol trinken“ und „Schienbeine“. Der Vorwurf lautete, dass Veera mit „Prinz zweiten Grades“ auf König Bhumibol Adulyadej angespielt habe. Der Oberkommandierende des Heeres, General Arthit Kamlang-ek und der royalistische Politiker Samak Sundaravej sagten als (vermeintliche) Sachverständige gegen ihn aus, während sein Parteifreund, der spätere Ministerpräsident Chuan Leekpai zu seiner Verteidigung aussagte. In erster Instanz hatte das Gericht in Buriram ihn freigesprochen. Der Oberste Gerichtshof sprach ihn jedoch schuldig. Nach einem Monat im Gefängnis begnadigte ihn der König. Hintergrund für die Anklage Veeras war vermutlich der Streit um die Verlängerung der Amtszeit General Arthits als Chef der Landstreitkräfte und dessen Streben nach der Regierungsführung. Veera galt als enger Vertrauter des ehemaligen Ministerpräsidenten Prem, der ein Gegner der Bestrebungen Arthits war.
Anschließend verließ er die Demokratische Partei, gründete die kleine Prachachon-Partei und verlor seinen Parlamentssitz. 1990 schloss er sich der Partei Neue Hoffnung von Chavalit Yongchaiyudh an, deren stellvertretender Vorsitzender er wurde. Die Partei ging 2001 in der Thai-Rak-Thai-Partei (TRT) von Thaksin Shinawatra auf, für die er 2005 wieder einen Parlamentssitz errang. Nach dem Militärputsch im September 2006, der Thaksin entmachtete, wurde Veera, wie die anderen führenden Mitglieder der TRT, vom „Verfassungstribunal“ mit einem fünfjährigen Ausschluss von politischen Ämtern belegt.
Er wurde einer der wichtigsten Anführer der Bewegung der „Rothemden“, wurde Vorsitzender ihrer Dachorganisation United Front for Democracy Against Dictatorship (UDD). Er war Vorstandschef des Thaksin-nahen Fernsehsenders People’s Television und einer der drei Moderaten der Politik-Talkshow Truth Today.